# تاكاهيرو اوكادا
تاكاهيرو اوكادا (باليابانية: T-岡田؛ بالكانا: おかだ たかひろ) هو لاعب كرة قاعدة ياباني، ولد في 9 فبراير 1988 في سويتا في اليابان.

## وصلات خارجية
- تاكاهيرو اوكادا على موقع الدوري الياباني لكرة القاعدة (الإنجليزية)
- تاكاهيرو اوكادا على موقعبيزبول رفرنس.كوم (الدوري الثانوي) (الإنجليزية)